# لیکه لی
لی لیکه تيموتی زاکریسون (به سوئدی: Li Lykke Timotej Zachrisson؛ زادهٔ ۱۸ مارس ۱۹۸۶) که بیشتر به‌عنوان لیکه لی (به انگلیسی: Lykke Li) شناخته می‌شود، خواننده-ترانه‌پرداز، مدل و هنرپیشهٔ سوئدی است. گسترهٔ صوتی او در محدودهٔ سوپرانو است و در آثارش آمیزه‌ای از سبک‌های ایندی پاپ، دریم پاپ و الکترونیک را می‌توان شنید.